# Minto, Ontario
Minto är en kommun (town) i Kanada.   Den ligger i provinsen Ontario, i den sydöstra delen av landet, 400 km väster om huvudstaden Ottawa. Minto ligger 387 meter över havet och antalet invånare är 8 334.